# Bautzen (gevangenis)

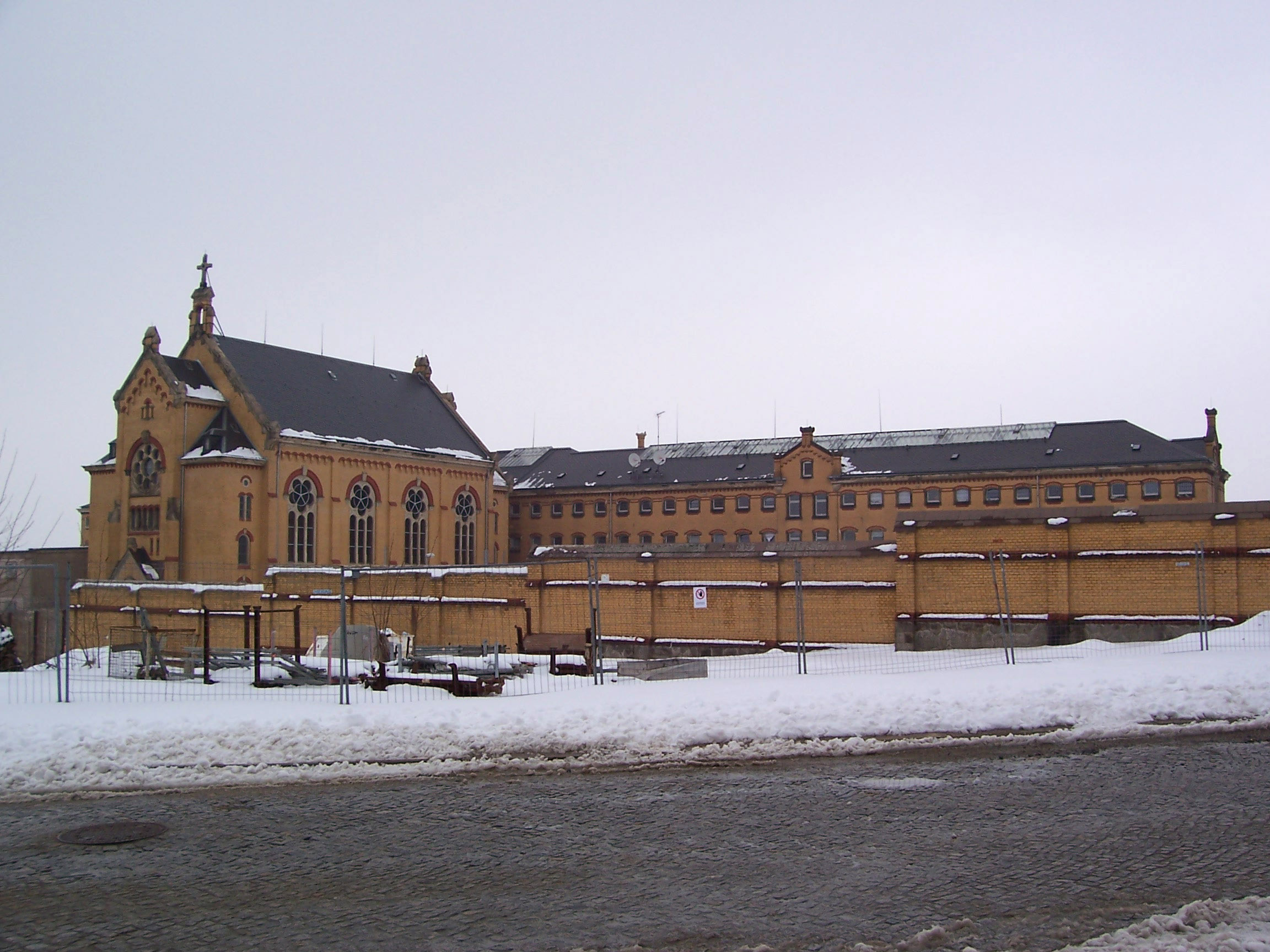
Bautzen I in de huidige toestand

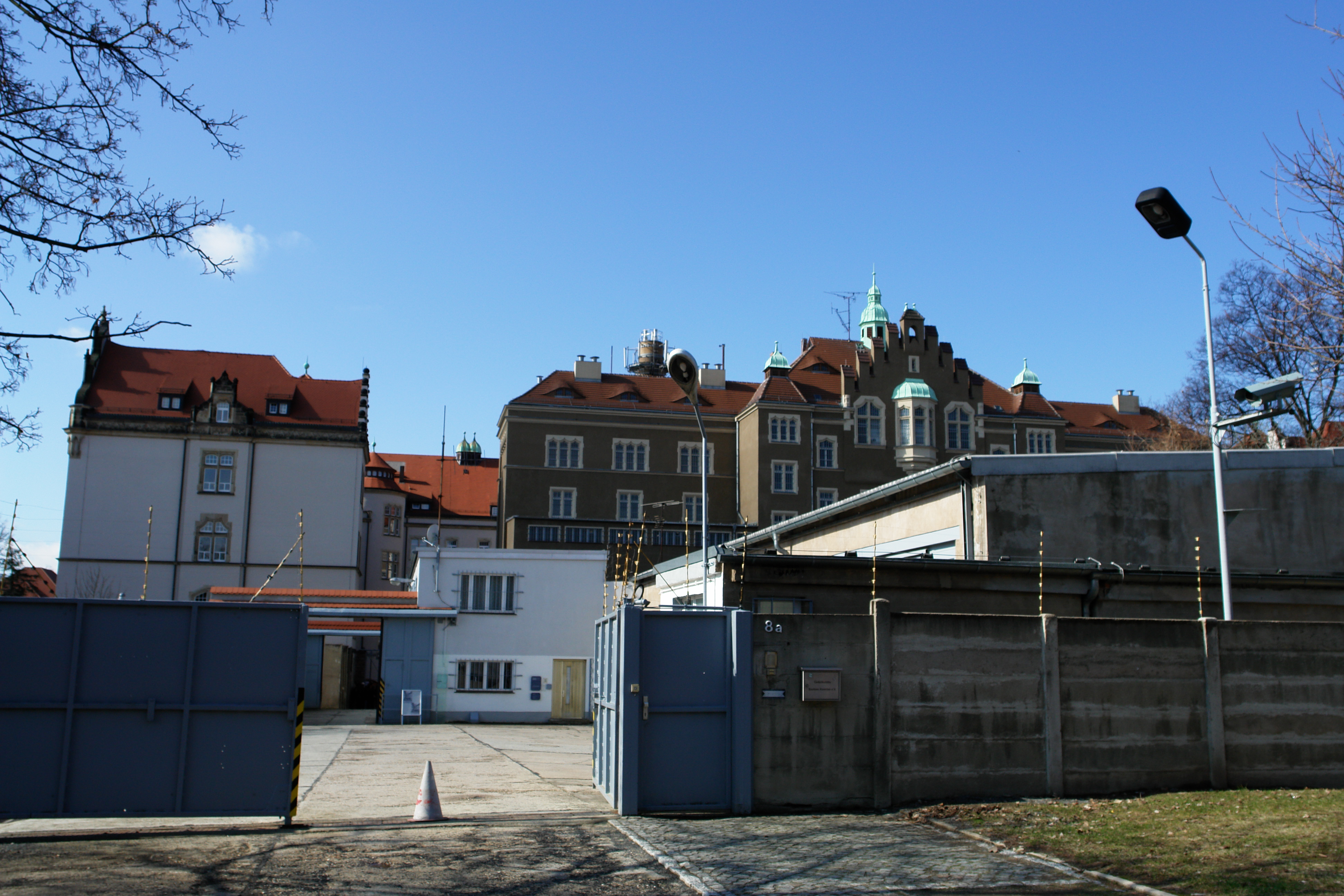
Bautzen II

De naam Bautzen is in Duitsland vooral verbonden aan de gevangenis in deze stad in Saksen. Tussen 1900 en 1904 werd de gevangenis gebouwd, die later Bautzen I werd genoemd. Deze gevangenis in gele steen kreeg de bijnaam Gelbes Elend (gele ellende) en is tegenwoordig een gevangenis van de deelstaat Saksen. In dezelfde tijd (van 1902 tot 1906) werd in Bautzen een huis van bewaring gebouwd dat later bekend werd als Bautzen II. Zowel in de tijd van nazi-Duitsland als tijdens de Sovjet-bezetting en de DDR-tijd werden in beide gebouwencomplexen naast gewone gevangenen ook politieke gevangenen opgesloten.
Tussen 1933 en 1945 sloten de nazi's politieke tegenstanders uit de KPD en de SPD op. In 1943/44 werd hier KPD-voorman Ernst Thälmann gevangen gehouden. Ook andere tegenstanders van de nazi's, zoals Jehova's getuigen zaten hier gevangen.
Van juni 1945 tot februari 1950 werd de gevangenis van Bautzen door de Sovjet-Unie gebruikt. Zij richtten hier Speziallager Nr. 4 in. Naast nazi's werden hier ook sociaaldemocraten en andere tegenstanders van de communistische SED opgesloten. In de gevangenis waren 7000 gevangenen opgesloten en in een provisorisch barakkenkamp nog eens 5000 tot 7000 gevangenen. De omstandigheden waren zeer slecht (met 5 tot 6 gevangenen in een eenpersoonscel) en tot 1950 kwamen 4100 gevangenen om het leven, die in anonieme massagraven terechtkwamen.
Afgeschermd van het Speziallager was in een gevangenisgebouw tussen 1946 en 1950 een Sovjet-militair tribunaal gevestigd, waar gevangenen volgens het strafrecht van de RSFSR werden berecht. Hier werd de Aufseherin Margot Drechsel veroordeeld en geëxecuteerd, maar ook Sovjet-militairen werden hier berecht.
Vanaf 15 februari 1950 werd Bautzen door de DDR beheerd. In Bautzen I zaten vooral recidivisten en zware criminelen. Bautzen II werd tussen 1956 en 1989 door het Ministerium für Staatssicherheit, de Stasi, gebruikt. Hier zaten vooral de politieke gevangenen, meestal tussen 150 en 180 gevangenen. In december 1989 na de val van de Berlijnse Muur werden de laatste politieke gevangenen vrijgelaten.
Sinds 1990 is Bautzen I een gevangenis van de deelstaat Saksen. Hier zitten rond 380 mannen opgesloten. In Bautzen II is een gedenkplaats voor beide gevangenissen ingericht.

## Bekende gevangenen
- Rudolf Bahro, dissident, in 1979 uitgezet naar de Bondsrepubliek
- Georg Dertinger, minister van buitenlandse zaken van de DDR
- Otto Günsche, SS-Sturmbannführer en persoonlijk adjudant van Hitler
- Walter Kempowski, schrijver
- Erich Loest, schrijver
- Ernst Thälmann, voorzitter van de KPD
- Julius Graf von Zech-Burkersroda, politicus
- Eduard Zimmermann, presentator van Aktenzeichen XY ... ungelöst